# Calephelis nemesis
Calephelis nemesis är en fjärilsart som beskrevs av Edwards 1871. Calephelis nemesis ingår i släktet Calephelis och familjen Riodinidae. Inga underarter finns listade i Catalogue of Life.

## Bildgalleri

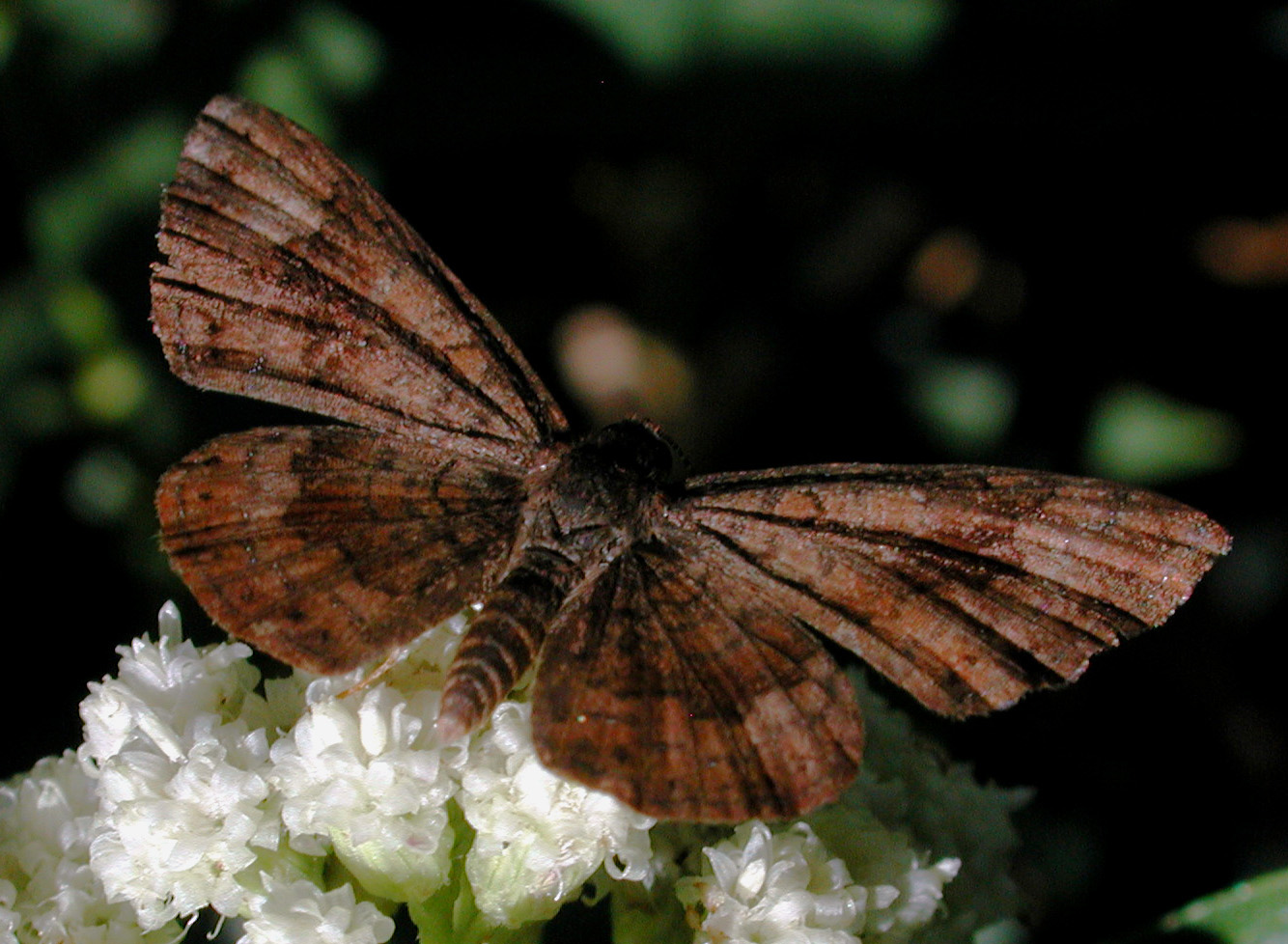
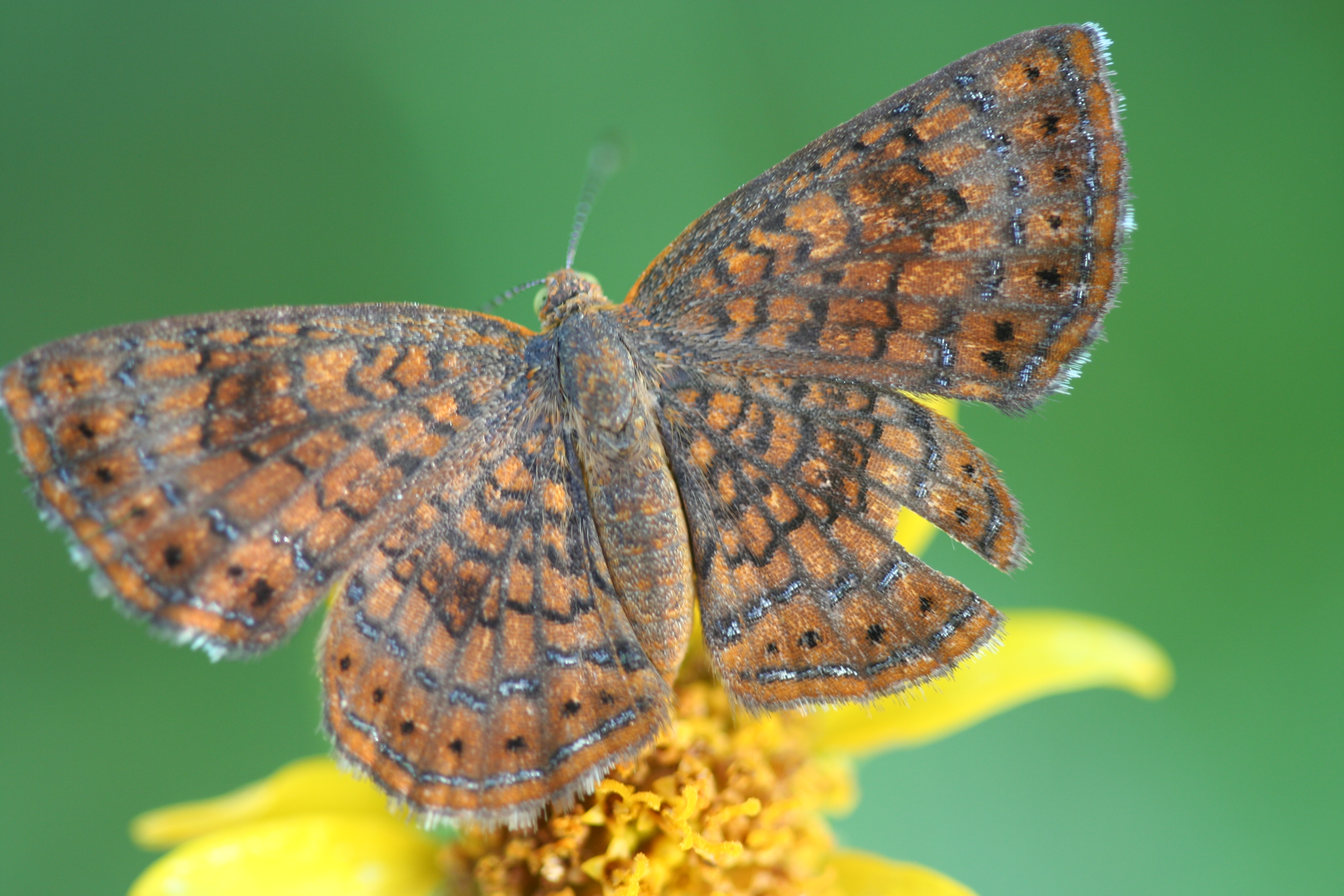
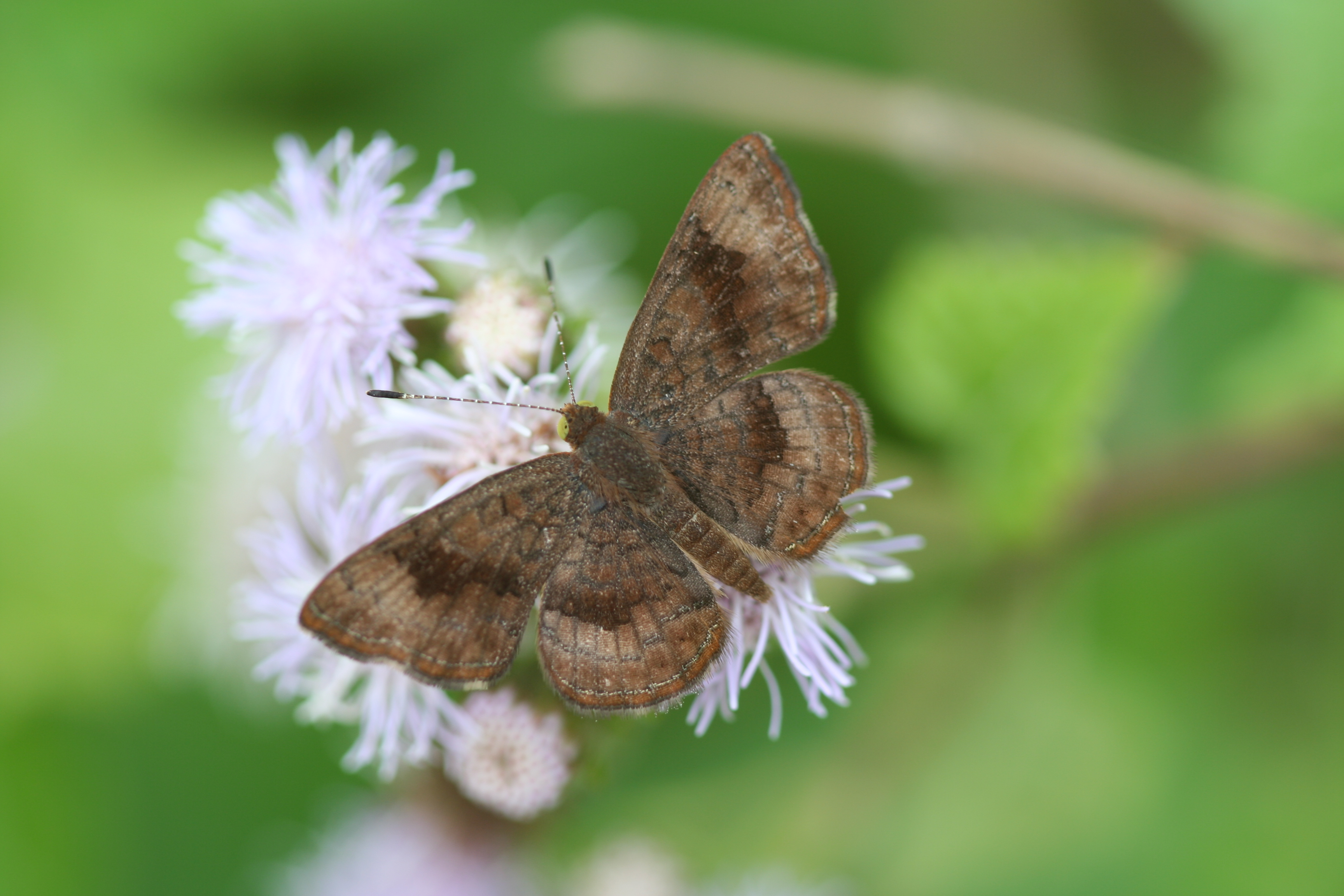
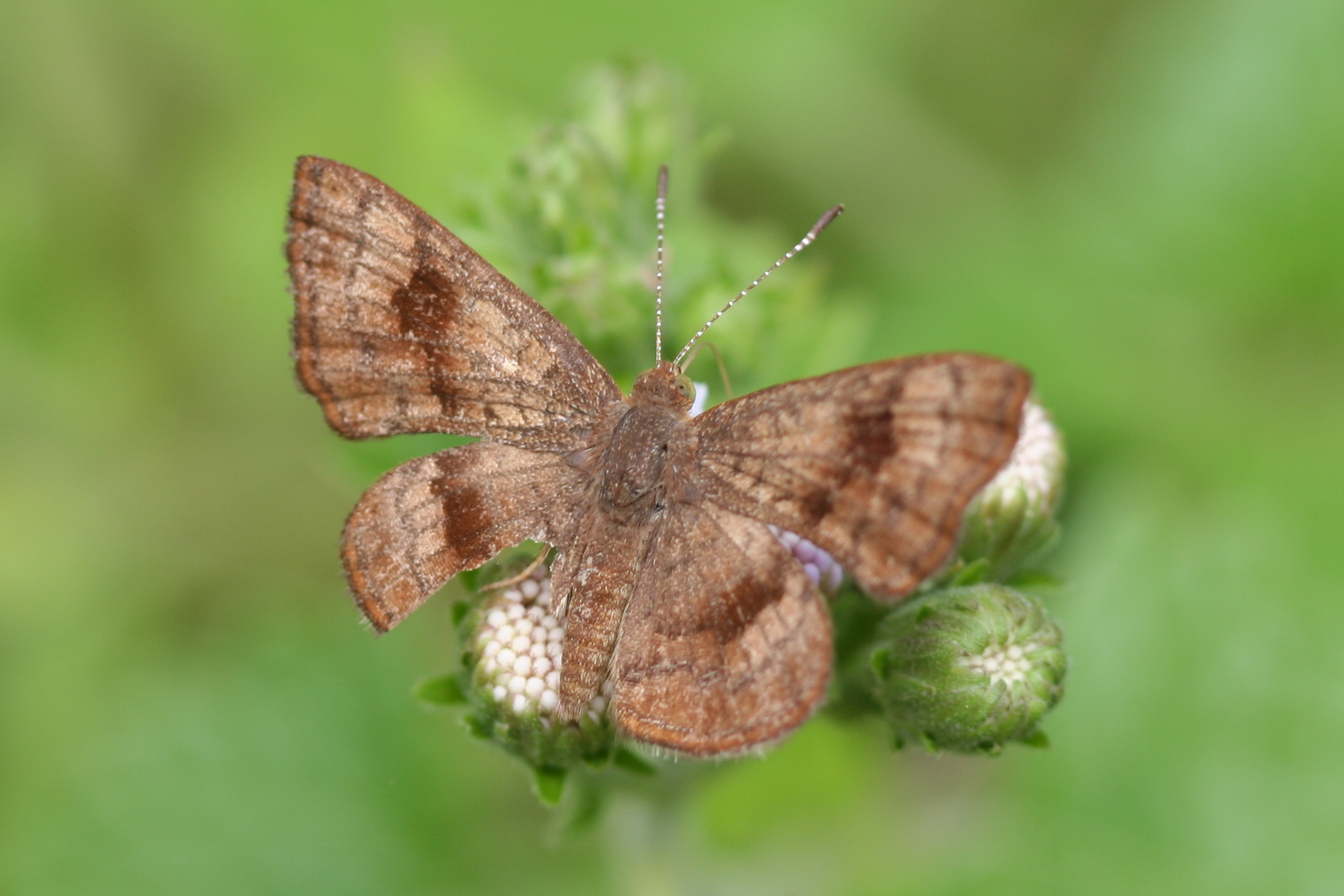
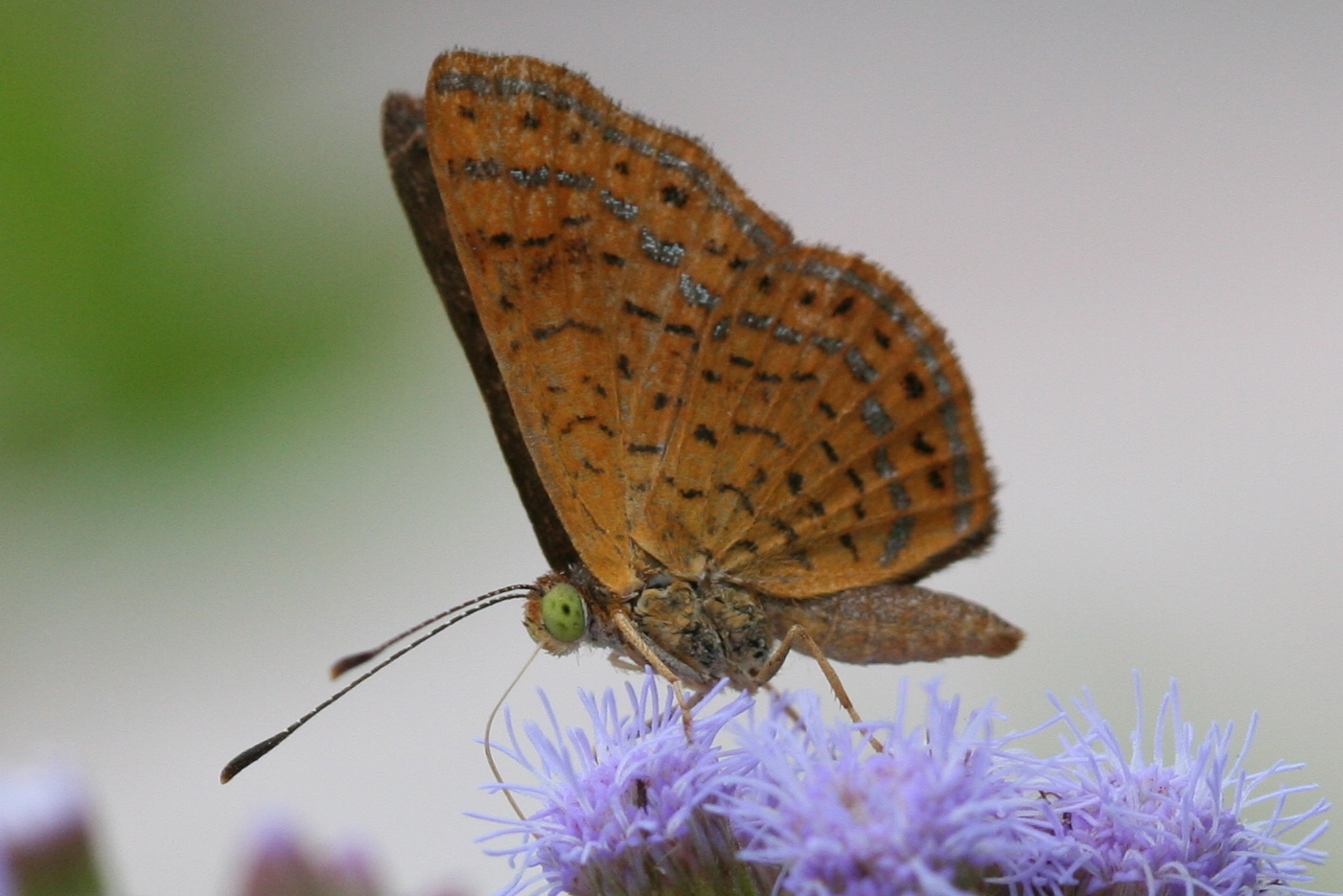
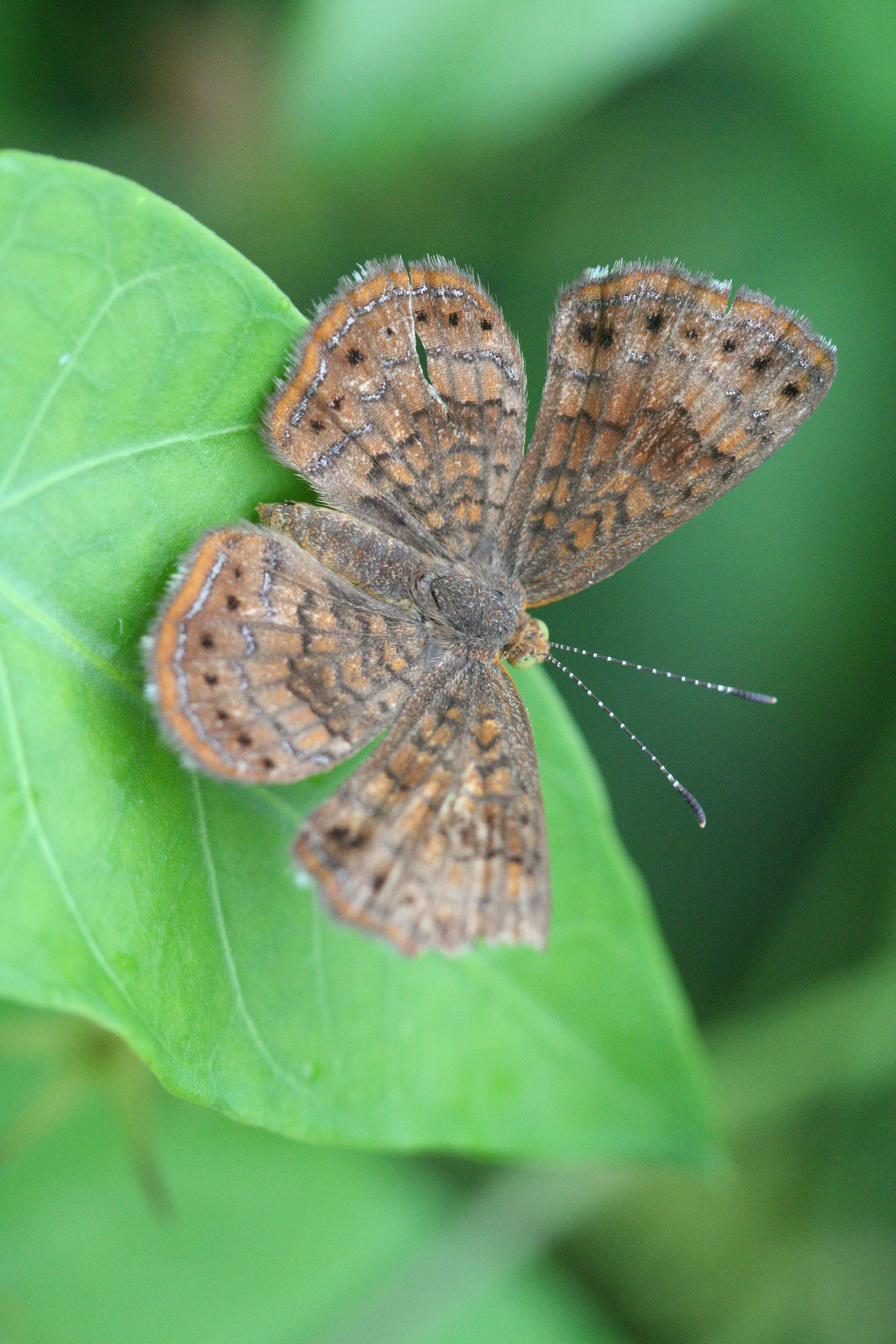